# Yasuharu Konishi
Yasuharu Konishi (小西康陽?) (Hokkaidō; 3 de febrero de 1959) es un músico, compositor y DJ japonés. Fue uno de los miembros fundadores de Pizzicato Five y el único que continuó con el grupo hasta su término en el año 2002. Actualmente Konishi tiene una compañía; readymade entertainment y un sello discográfico llamado 524 records (un juego de palabras con el nombre Konisi, pues los números 524 pueden leerse ko-ni-shi en japonés usando goroawase).

## Colaboraciones
Konishi es un productor musical, compositor, remezclador, arreglista muy prolífico. Ha escrito, producido y hecho arreglos en colaboración con muchos artistas, como Unicorn, Towa Tei, Mari Natsuki, Cornelius , Yumi Yoshimura de Puffy AmiYumi, Akiko Wada, SMAP y Mika Nakashima.
Las mezclas de Konishi se presentan en un gran rango de grabaciones. Además de mezclar canciones individuales para una gran variedad de artistas para incluir en sus propios lanzamientos, Konishi ha sido una figura prominente en muchos proyectos que contienen sólo remezclas de canciones. Algunos de éstos se han centrado en música de dibujos animados, como Lupin III y Astro Boy. Otros se han enfocado en artistas específicos, como James Brown y Tom Jones.

## Otros proyectos
Konishi produjo un videojuego llamado "Beatmania - The Sound of Tokyo" para la serie de juegos Bemani de Konami. En el año 2009, fue responsable de la música y la dirección musical de "Talk Like Singing," un musical protagonizado por Shingo Katori de SMAP que realizó su première en la ciudad de Nueva York.